# G'zOne TYPE-X
G'zOne TYPE-X（ジーズワン タイプエックス）は、カシオ計算機およびNECカシオ モバイルコミュニケーションズ（現・日本電気〈NEC〉）が日本国内向けに開発した、auブランドを展開するKDDI および沖縄セルラー電話のCDMA 1X WINの携帯電話である。製造型番はCAY01（しーえーわい ぜろいち）。

## 特徴
- デザイン面ではW62CAおよびCA002、性能面ではCA005の後継機種となる端末で、G'zOne10周年記念端末である。TYPE-Xの「X」は、ローマ数字の「X (=10)」を意味している。原点回帰をテーマとしており、G'zOneシリーズとしてはW42CA以来となる丸型サブディスプレイを採用している。また、大容量バッテリー (1240 mAh) を搭載しており、Wi-Fi WINにも対応している。後発のIS11CA (CAI11) と共に2012年7月22日の800MHz帯における周波数再編に伴い使用不可能になるC303CA〜W42CA (E03CA) 使用者からの代替需要を想定している。
- 2021年8月2日、20周年記念モデルとしてG'zOneシリーズが復活し、G'zOne TYPE-X後継機種としてG'zOne TYPE-XX (KYY31)が発表された。既にカシオは携帯電話から事実上撤退しているため、KDDIが製品の企画・マーケティングを、かつてG'zOneシリーズの開発に関わっていたカシオの開発チームがデザインをそれぞれ担当し、TORQUEシリーズを手掛ける京セラが開発・製造する[1]。

## 沿革
2010年（平成22年）
- 10月18日
KDDI、およびカシオ計算機、NECカシオ モバイルコミュニケーションズより公式発表。
- 11月25日
関西地区にて先行発売。
- 11月26日
上記以外の残りの地区にて発売。

2011年（平成23年）
- 10月
店舗での販売を終了。

2012年（平成24年）
- 1月上旬
KDDI直営のECサイト「auオンラインショップ」で販売開始。在庫分が無くなり次第販売終了。G'zOne旧機種使用者のみではなく新規・MNP・機種変更でも扱っていた。
- 7月22日
L800MHz（旧800MHz帯・CDMA Bandclass 3〈←JTACS〉）帯エリアによる音声・データ通信サービスの停波によりそれ以降はN800MHz（新800MHz帯・CDMA Bandclass 0 Subclass 2）帯エリア、およ2GHz (CDMA Bandclass 6) 帯エリアの各音声・データ通信サービスで利用する事となる。

2014年（平成26年）
- 6月30日
Wi-Fi WINのサービス終了[2]。

2022年（令和4年）
- 3月31日
3Gサービスの完全終了・完全停波により当端末は名実共に利用不可となる[3]。

## 主な機能・対応サービス
- 防犯ブザー
- G'zGEAR（「EARTH COMPASS」「THERMOMETER」「TRIP MEMORY」「SEA TIDE」「SUN/MOON」「STAR PLATE」「WALKING COUNTER」）

| 主な機能・対応サービス                                                                  | 主な機能・対応サービス                                           | 主な機能・対応サービス                                                  | 主な機能・対応サービス          |
| --------------------------------------------------------------------------------------- | ---------------------------------------------------------------- | ----------------------------------------------------------------------- | ------------------------------- |
| LISMO! (着うたフル) (着うたフルプラス) (LISMOビデオクリップ) (LISMO Video) (LISMO Book) | EZケータイアレンジ                                               | バーコードリーダー&メーカー                                             | PCサイトビューアー              |
| au BOX                                                                                  | ワイヤレスミュージック                                           | au Smart Sports Run & Walk Karada Manager カロリーカウンター            | EZナビウォーク 3D・声de入力対応 |
| EZ助手席ナビ                                                                            | 安心ナビ                                                         | 災害時ナビ                                                              | ナカチェン                      |
| EZアプリ FullGame! Bluetooth対戦                                                        | EZアプリ(J・B)                                                   | オープンアプリプレイヤー                                                | PCドキュメントビューアー        |
| EZケータイアレンジ アレンジメニュー ティーンズモード                                    | au oneガジェット マルチプレイウィンドゥ クイックアクセスメニュー | じぶん銀行アプリ                                                        | EZ・FM                          |
| EZチャンネル EZチャンネルプラス EZニュースフラッシュ EZニュースEX                       | Touch Message                                                    | EZFeliCa                                                                | ケータイ de PCメール            |
| デコレーションメール 絵しゃべりメール ラッピングメール                                  | デコレーションアニメ                                             | au one メール                                                           | 緊急通報位置通知 緊急地震速報   |
| ワンセグ                                                                                | グローバルパスポート (CDMA)                                      | WIN HIGH SPEED 赤外線通信 (IrDA) 無線LAN機能 (Wi-Fi WIN) auフェムトセル | Bluetooth                       |

## その他
「run for money 逃走中」と「battle for money 戦闘中」で過去利用されていた。
「Plazma」のミュージックビデオで使用された。